# Descendentes de Afonso Henriques
O primeiro rei de Portugal D. Afonso Henriques teve numerosa descendência de pelo menos três mulheres.
- Pela sua mulher, Mafalda de Saboia:
  - Henrique Afonso de Portugal.[1][2]
  - Urraca Afonso de Portugal.[2][3][3] Casou com Fernando II de Leão.
    -  Afonso IX de Leão.[4]
      - Sancha de Leão, da infanta Teresa Sanches de Portugal.
      - Fernando de Leão, da infanta Teresa Sanches de Portugal.
      - Dulce de Leão, da infanta Teresa Sanches de Portugal.
      - Leonor de Leão, de Berengária de Castela.
      - Constança de Leão, de Berengária de Castela.
      -  Fernando III de Castela, de Berengária de Castela.
        -  Afonso X de Castela, de Beatriz da Suábia.
          -  Sancho IV de Castela. Casado com Maria de Molina.
            - Isabel de Castela. De Maria de Molina.
            -  Fernando IV de Castela. De Maria de Molina.
              - Leonor de Castela.
              - Constança de Castela.
              -  Afonso XI de Castela.
                -  Pedro I de Castela, de Maria de Portugal.
                - Pedro Afonso de Castela, de Leonor de Gusmão.
                - Sancho Afonso de Castela, de Leonor de Gusmão.
                -  Henrique II de Castela, de Leonor de Gusmão.
                - Fradique Afonso de Castela, de Leonor de Gusmão.
                - Fernando Afonso de Castela, de Leonor de Gusmão.
                - Telo Afonso de Castela, de Leonor de Gusmão.
                - João Afonso de Castela, de Leonor de Gusmão.
                - Joana Afonso de Castela, de Leonor de Gusmão.
                - Sancho de Castela, de Leonor de Gusmão.
                - Pedro Afonso de Castela, de Leonor de Gusmão.

            - Afonso de Castela. De Maria de Molina.
            - Henrique de Castela. De Maria de Molina.
            - Pedro de Castela. De Maria de Molina.
            - Filipe de Castela. De Maria de Molina.
            - Beatriz de Castela. De Maria de Molina.
            - Teresa Sanches. Ilegítima.
              - Violante Sanches de Meneses. De João Afonso Teles de Meneses.
              - Teresa Martins de Meneses. De João Afonso Teles de Meneses.

            - Violante Sanches. De Maria Afonso Teles de Meneses. Ilegítima.
            - Afonso Sanches. De Maria Peres. Ilegítimo.

        - Fradique, de Beatriz da Suábia.
        - Fernando, de Beatriz da Suábia.
        - Leonor, de Beatriz da Suábia.
        - Berengária, de Beatriz da Suábia.
        - Henrique de Castela, de Beatriz da Suábia.
        - Filipe, de Beatriz da Suábia. Casado com Cristina da Noruega.
        - Sancho, de Beatriz da Suábia.
        - Manuel, de Beatriz da Suábia.
          - Constança Manuel, de Constança de Aragão.
          - Afonso Manuel, de Constança de Aragão.
          - Violante Manuel, de Constança de Aragão. Casada com o infante D. Afonso de Portugal, Senhor de Portalegre, filho de Afonso III de Portugal.
          - João Manuel de Castela, de Beatriz de Sabóia.
          - Sancho Manuel de Castela. Ilegítimo. Casado com Inêz Diaz.
          - Fernando Manuel de Castela. Ilegítimo.
          - Enrique Manuel de Castela. Ilegítimo.
          - Blanca Manuel de Castela. Ilegítimo.

        - Maria, de Beatriz da Suábia.
        - Fernando, de Joana d'Aumale.
        - Leonor, de Joana d'Aumale. Casada com Eduardo I de Inglaterra.
          - Afonso, Conde de Chester
          -  Eduardo II de Inglaterra. Casado com Isabel da França.
            -  Eduardo III da Inglaterra, de Isabel da França.
              - Eduardo, o Príncipe Negro. Casado com Joana de Kent.
                - Eduardo de Angoulême.
                -  Ricardo II
                - Eduardo, de Edith de Willesford. Ilegítimo.
                - Sir John Sounders. Ilegítimo.
                - Sir Roger Clarendon.

              - Isabel de Coucy. Casada com Enguerrand de Coucy.
                - Maria de Coucy. Casada com Henrique de Bar.
                  - Enguerrand de Bar.
                  - Roberto de Bar. Casado com Joana de Béthune.
                    - Joana de Bar. Casada com Luís de Luxemburgo.
                      - João de Luxemburgo.
                      - Jacqueline de Luxemburgo. Casada com Filipe de Croy.
                      - Pierre II de Luxemburgo.
                      - Carlos de Luxemburgo.
                      - António de Ligny.
                      - Filipe de Luxemburgo.

                - Filipa de Coucy.

              - Joana de Inglaterra
              - Guilherme de Hatfield
              - Leonel de Antuérpia. 
                - Filipa Plantageneta. Casada com Edmundo Mortimer.
                  - Isabel Mortimer
                  - Rogério Mortimer. Casado com Leonor Holland.
                  - Filipa Mortimer.
                  - Edmundo Mortimer. Casado com Catarina Glendower.

              - João de Gante
              - Edmundo de Langley. Casado com Isabel de Castela.
                - Eduardo de Norwich.
                - Constança de York.
                - Ricardo de Cambridge. Casado com Ana de Mortimer.
                  - Isabel de Iorque. Casada com Henrique Bourchier.
                    - Guilherme Bourchier
                    - Henrique Bourchier
                    - Humberto Bourchier
                    - João Bourchier
                    - Tomás Bourchier
                    - Isabel Bourchier
                    - Eduardo Bourchier
                    - Fulque Bourchier
                    - Hugo Bourchier
                    - Florença Bourchier

                  - Henrique de Iorque.
                  - Ricardo de Iorque.

              - Maria de Waltham
              - Margarida de Inglaterra
              - Tomás de Woodstock. Casado com Leonor de Bohun
                - Humberto de Buckingham.
                - Ana de Gloucester.
                - Joana. Casada com Gilberto Talbot.
                - Isabel.
                - Filipa.

            - João de Eltham, Conde da Cornualha, de Isabel da França.
            - Leonor de Woodstock, de Isabel da França.
              - Reginaldo III de Gueldres. Casado com Maria de Brabante.
                - João de Hattem. Ilegítimo.
                - Ponte de Gueldres. Ilegítima. Casada com João de Groesbeek

              - Eduardo de Gueldres

            - Joana da Inglaterra, de Isabel da França. Casada com David II da Escócia.
            - Adão FitzRoy. Ilegítimo.

          - Leonor
          - Joana de Acre
          - Margarida da Inglaterra. Casada com João II de Brabante.
            - João III de Brabante. Casado com Marie d'Evreux.
              - Joana de Brabante
              - Margarida de Brabante. Casada com Luís II da Flandres.
                - Margarida III da Flandres.

              - Maria de Brabante
              - João
              - Henrique
              - Godofredo

          - Maria de Woodstock
          - Isabel de Rhuddlan. Casada com Humphrey de Bohun.
            - Hugo de Bohun.
            - Leonor de Bohun. Casada com Jaime Butler.
              - Humberto
              - Ana de Gloucester
              - Joana de Woodstock
              - Isabel de Woodstock
              - Filipa Plantageneta

            - Humphrey de Bohun.
            - Maria ou Margarida Bohun.
            - João de Bohun.
            - Humberto de Bohun.
            - Agnes (1309-1343). Casada com Robert de Ferrers
            - Margarida de Bohun. Casada com Hugo de Courtenay.
            - Guilherme de Bohun. Casado com Isabel de Badlesmere.
            - Eduardo de Bohun.
            - Eneas de Bohun.
            - Isabel de Bohun.

        - Luís, de Joana d'Aumale.
        - Ximena, de Joana d'Aumale.
        - João, de Joana d'Aumale.

      - Afonso de Molina, de Berengária de Castela.
      - Berengária de Leão, de Berengária de Castela. Casou com João de Brienne.
        - Maria de Brienne. Casou com Balduíno II de Constantinopla:
          - Filipe de Courtenay. Casou com Beatriz d'Anjou.
            - Catarina de Courtenay. Casou com Carlos de Valois.

          - Artésia XIV

        - Afonso de Brienne
        - João de Brienne
        - Luís de Brienne

  - Teresa Afonso de Portugal.[2][5] [3][6][3]
  - Mafalda Afonso de Portugal.[2][7][8][1][9]
  -  Sancho I de Portugal.[2]
    - Beata Teresa de Portugal, de Dulce de Aragão.[10][11]. Casou com o rei Afonso IX de Leão.[12]
      - Sancha II de Leão, de Afonso IX de Leão.
      - Dulce I de Leão, de Afonso IX de Leão.
      - Fernando de Leão, de Afonso IX de Leão.

    - Beata Sancha de Portugal, de Dulce de Aragão.[12]
    - Constança de Portugal, de Dulce de Aragão.[13][14]
    -  Afonso II de Portugal, de Dulce de Aragão. Casou com Urraca de Castela, rainha de Portugal e Beatriz de Castela.
      -  Sancho II de Portugal, de Urraca de Castela.
      -  Afonso III de Portugal, de Urraca de Castela.
        - Branca de Portugal, de Beatriz de Castela.
          - João Nunes de Prado, de Pedro Nunes Carpenteyro. Ilegítimo.

        -  Dinis I de Portugal, de Beatriz de Castela. Casou com Isabel de Aragão.
          - Constança de Portugal, de Isabel de Aragão. Casada com o rei Fernando IV de Castela
          -  Afonso IV, de Isabel de Aragão.
          - Pedro Afonso, de Grácia Anes Fróis.
          - Afonso Sanches, de Aldonça Rodrigues de Telha. Legitimado.
          - João Afonso, de Maria Pires. Legitimado.
          - Maria Afonso, de Marinha Gomes. Ilegítima.
          - Fernão Sanches. Ilegítimo.
          - Maria Afonso. Ilegítima.

        - Afonso de Portugal, de Beatriz de Castela. Casou-se com a infanta Violante Manuel.
          - Afonso de Portugal
          - Maria de Portugal
          - Isabel de Portugal
          - Constança de Portugal
          - Beatriz de Portugal

        - Sancha de Portugal, de Beatriz de Castela.
        - Maria de Portugal, de Beatriz de Castela.
        - Vicente de Portugal, de Beatriz de Castela.
        - Fernando de Portugal, de Beatriz de Castela.

      - Leonor, infanta de Portugal, de Urraca de Castela. Casou com Valdemar III.
        - Valdemar, príncipe de Schleswig
        - Henrique, duque de Schleswig. Casou com Cunigunde.

      - Fernando de Portugal, Senhor de Serpa. Casou com Sancha Fernández de Lara.[15]
        - Sancho Fernandes, ilegítimo.

      - João Afonso, ilegítimo.
      - Pedro Afonso, ilegítimo.[16]

    - Pedro, de Dulce de Aragão. Casou com Aurembiaix Armengol.[12]
      - Rodrigo Pires de Portugal, ilegítimo.
      - Fernando Pires de Portugal, ilegítimo.

    - Fernando, infante de Portugal de Dulce de Aragão. Casou com Joana, Condessa de Flandres.[12]
      - Maria de Portugal, de Joana.

    - Henrique de Portugal, de Dulce de Aragão.
    - Raimundo de Portugal, de Dulce de Aragão.[17]
    - Beata Mafalda de Portugal, de Dulce de Aragão. Casou com o rei Henrique I de Castela,[12][18].
    - Branca, de Dulce de Aragão.[12] [19]
    - Berengária, de Dulce de Aragão. Casou com o rei Valdemar II da Dinamarca.[20]
      -  Érico IV da Dinamarca. Casou com Judite da Saxónia.
        - Canute da Dinamarca.
        - Cristóvão da Dinamarca.
        - Sofia da Dinamarca.
        - Ingeborg da Dinamarca. Casou com Magno IV da Noruega.
          -  Érico II da Noruega.
            - Margarida, da Margarida da Escócia.
            - Ingeborg, de Isabel Bruce.

          - Olavo.
          - Magno.
          -  Haakon V da Noruega. Casou com Eufémia de Rügen.
            - Inês da Noruega, de Gro Sigurdsdatter. Ilegítima. Casou com Havtore Jonsson.
              - Jon Havtoresson
                - Ulv
                - Håkon
                - Brynjolv

              - Sigurd Havtoresson

            - Ingeborg da Noruega, de Eufémia de Rügen.
              -  Magno IV da Suécia, do duque Erik Magnusson. Casou com Branca de Namur.
                -  Érico XII da Suécia
                -  Haakon VI da Noruega e II da Suécia. Casado com Margarida I da Dinamarca.
                  -  Olavo II da Dinamarca

              - Eufémia da Suécia, do duque Erik Magnusson.
              - Haakon, do duque de Halland.
              - Canute, do duque de Halland.
              - Brígida, do duque de Halland. Casou com Jon Hafthorsson.

        - Judite da Dinamarca.
        - Ágnes da Dinamarca.

      - Sofia. Casou com João I de Brandemburgo.
      -  Abel I da Dinamarca. Casou com Matilde de Holstein.
        - Valdemar III, duque de Schleswig.
        - Sofia. Casou com Bernardo de Anhalt-Bernburg.
        - Érico I, duque de Schleswig
        - Abel, senhor de Langeland.
          - Margarida.

      -  Cristóvão I da Dinamarca. Casou com Margarida Sambiria.
        -  Érico V da Dinamarca
          - Richeza. Casada com Nicolau II of Werle
          -  Érico VI da Dinamarca. Casado com Ingeborg Magnusdottir.
          -  Cristóvão II da Dinamarca
          - Marta. Casada com o rei Birger da Suécia
            - Magnus.
            - Erik.
            - Agnes.
            - Catarina.

          - Catarina
          - Valdemar
          - Isabel

        - Niels.
        - Valdemar.
        - Matilda, casou com Alberto III de Brandemburgo-Salzwedel
          - Otão.
          - João.
          - Beatriz, casou-se com Henrique II de Mecklenburgo.
          - Margarida casou-se com o rei Premislau II da Polónia e com Alberto III, Duque da Saxónia-Lauenburgo.

      - Margarida, casou-se com João II, conde de Holstein-Kiel.

    - Martim Sanches de Portugal, de Maria Aires de Fornelos.[21] Casou com Eylo Pérez de Castro.[22]
    - Urraca Sanches de Portugal, de Maria Aires de Fornelos.[21][22] casou com Lourenço Soares de Ribadouro.
    - Rodrigo Sanches de Portugal, de Maria Pais Ribeira.
      - Afonso Rodrigues de Portugal, de Constança Afonso Cambra.

    - Gil Sanches de Portugal, de Maria Pais Ribeira.[23][24]
    - Nuno Sanches de Portugal, de Maria Pais Ribeira.
    - Maior Sanches de Portugal, de Maria Pais Ribeira.
    - Teresa Sanches de Portugal, de Maria Pais Ribeira. Casada com Afonso Teles de Meneses.[25]
      - João Afonso Telo de Meneses. Casado com Elvira Gonzalez Giron.
        - Rodrigo Anes de Meneses. Casado com Teresa Martins de Soverosa.
          - João Afonso Teles de Meneses.
          - Gonçalo Anes Raposo. Casado com Urraca Fernandes de Lima.
            - Rui Gonçalves Raposo. Casada com N. Nunes de Aça.
            - João Gonçalves Raposo. Casado com Teresa Álvares das Astúrias.
            - Afonso Teles Raposo. Casado com Berengária Lourenço de Valadares.
              - Martim Afonso Telo de Meneses. Casado com Aldonça Anes de Vasconcelos
                - João Afonso Telo. Casado com Beatriz Afonso de Albuquerque.
                - Gonçalo Teles. Casado com Maria Afonso de Albuquerque.
                - Maria Teles.
                  - Lope Dias de Sousa, de Álvaro Dias de Sousa.
                  - Fernando de Eça, de João de Portugal, Duque de Valência de Campos.

                - Leonor Teles.
                  - Álvaro da Cunha, de João Lourenço da Cunha. Casado com Brites de Melo.
                    - Isabel da Cunha. Casada com Álvaro Vasques de Almada.
                      - D. João de Abranches. Casado com D. Mécia da Cunha.
                      - D. Isabel da Cunha. Casada com Álvaro Pessanha.
                      - D. Leonor da Cunha.
                      - D. Violante da Cunha.
                      - D. Brites da Cunha.

                    - D. João Álvares da Cunha. Casado com Mécia Gomes de Lemos
                      - D. Artur da Cunha

                    - D. Filipa da Cunha. Casada com Leonel de Lima.
                    - D. Leonor da Cunha. Casada com D. Álvaro Pires de Távora
                      - Pero Lourenço de Távora
                      - Lourenço Pires de Távora.
                      - Teresa de Távora. Casada com Pedro Álvares de Sottomayor.
                      - Martim de Távora. Casado com Leonor Correia.

                  - Rui de Melo. Casado com D. Brites Pessanha
                  - Beatriz de Portugal, do rei D. Fernando.

              - João Afonso Telo de Meneses. Casado com Guiomar Lopes Pacheco.
              - Maria Afonso Telo. Casada com Gonçalo Mendes de Vasconcelos.

            - Beatriz Gonçalves Raposo. Casada com João Pires da Nóvoa.
            - Sancha Gonçalves Raposo. Casada com João Fernandes Coronel.
            - Maria Gonçalves Raposo. Casada com Gonçalo Anes de Aguiar.

      - Martim Afonso Telo de Meneses. Casado com Maria Anes, senhora de Vila Boim e Portel.
      - Afonso Telo de Meneses. Casado com Maior Gonzalez Giron.
        - Maria Afonso Teles de Meneses, de Maior Gonzalez Giron. Casada com João Garcia, senhor de Uzero.
        - Martim Afonso Tição. Ilegítimo.
          - Marinha Afonso Tição. Casada com Fernão Pires de Portocarreiro.

      - Maria Afonso Teles de Meneses.

    - Constança Sanches de Portugal, de Maria Pais Ribeira.[25]
    - Pedro Moniz, de Maria Moniz de Ribeira. Casou com uma senhora cujo nome ficou por registar.
      - Maria Pires Cabreira. Casada com Martim Pires Machado.[26]
        - Martim Martins Machado, casado com Loba Gomes de Pombeiro.
          - Martim Machado, casado com Constança Gonçalves Barroso.
          - Mór Martins Machado.
          - João Martins Machado.
          - Urraca Martins Machado.

        - Pedro Martins Machado.

  - João Afonso de Portugal.[27][7]
  - Sancha Afonso de Portugal.[7][28][29][1]

- Por Châmoa Gomes de Pombeiro:[30][31][32]
  - Frei Afonso de Portugal.
  - Teresa Afonso de Portugal.

- Por Elvira Guálter:[33][34]
  - Urraca Afonso de Portugal. Teve com Pedro Afonso de Lumiares:
    - Abril Pires de Lumiares, casado com Sancha Nunes de Barbosa.[35]
      - Pero Abril de Lumiares.[35]
      - Nuno Abril de Lumiares.[35]
      - Urraca Abril de Lumiares  casada com João Martins de Riba Vizela.[35]
        - Pedro Anes de Riba de Vizela, teve com Urraca Afonso de Portugal
          - Aldara Pires de Riba de Vizela, casou-se com João Pires Portel.[36]

    - Sancha Pires de Lumiares, casada com Pero Rodrigues Girão.[37]
      - Teresa Peres Girão casada com Álvar Dias de Noreña
        - Cardeal Ordonho Álvares.[38][39]

    - Aldara Pires de Lumiares.[40]